# Michael Braungart
Michael Braungart, né en 1958 à Schwäbisch Gmünd, est un chimiste allemand qui préconise que l'on peut avoir une empreinte écologique positive en s'inspirant des systèmes qui supportent la vie. Cet ancien membre de Greenpeace a fondé l'EPEA International Umweltforschung GmbH de Hambourg, en Allemagne. Il est le cofondateur du MBDC McDonough Braungart de Charlottesville (Virginie). Michael Braungart est professeur d'Ingénierie des processus à l'Université des Sciences Appliquées de Suderburg (Fachhochschule Nordostniedersachsen) où il dirige un programme interdisciplinaire de management et de gestion. Il est à l'origine du concept Du berceau au berceau avec William McDonough. 
Professeur invité à l'université Érasme de Rotterdam, ses cours portent sur l'éco-efficacité, dans le cadre du projet Cradle to cradle.

## Distinctions
- 2013 : docteur honoris causa de l'université de Hasselt[2]

## Œuvre
- William McDonough et Michael Braungart, Cradle to Cradle : créer et recycler à l'infini, Éditions Alternatives, 2011  (ISBN 9782862276724)